# Поштаренко, Дмитрий Александрович
Дмитрий Александрович Поштаренко (род. 17 июня 1990) — российский общественный деятель, автор музейных экспозиций, художник-постановщик, путешественник, кинооператор 69-й Российской Антарктической экспедиции. Разработал и внедрил новый музейный формат трёхмерных историко-художественных диорам и панорам. Лауреат премии Президента РФ в области литературы и искусства за произведения для детей и юношества за 2020 год.

## Биография
Родился 17 июня 1990 году в Шлиссельбурге Кировского района Ленинградской области.
С 2003 по 2020 г. — участник экспедиций по розыску и перезахоронению останков советских воинов на территории Ленинградской области в составе отряда «Святой Георгий», руководитель поискового отряда «Шлиссельбург».
С 2008 по 2012 г. — автор выставок истории военного костюма и поисковой тематики в Ленинградской области и Санкт-Петербурге.
В 2013 году разработал формат интерактивных выставочных проектов — трёхмерных панорам и диорам. Дмитрий является автором проектов данного формата, созданных на территории России и Белоруссии творческой мастерской «Невский баталист». Идея заключается в том, что, в отличие от классических панорам и диорам, в трёхмерной панораме зритель наблюдает воссозданную картину не со стороны, а изнутри, перемещаясь сквозь декорации, где основной акцент сделан не на расписанном полотне, а на предметном плане, скульптурах героев. Дополняется аудиогидом, звуковыми и световыми эффектами.
Актуальность формата была подтверждена популярностью трёхмерных панорам среди зрителей и высокой оценкой первых лиц государства.
Первым проектом Поштаренко в подобном формате стала трёхмерная панорама «Прорыв», которая работала временно в 2014 году в г. Кировске. Значимость проекта была отмечена посетителями, Президентом и Правительством Ленинградской области, по итогу работы было дано поручение на строительство отдельного павильона для трёхмерной панорамы «Прорыв», открытие состоялось в 2018 году. Экспозицию открывал Президент РФ В. В. Путин.
Дмитрий является соавтором экспозиции "Подвиг народа", открытой в 2020 году в Музее Победы на Поклонной горе в Москве. В составе коллектива авторов экспозиции был награждён Премией Президента РФ в области литературы и искусства за произведения для детей и юношества.
В 2022–2023 годах совершил экспедицию на необитаемые острова архипелага Бокас-дель-Торо в юго-западной части Карибского моря, у северо-западного побережья Панамы, в районе проживания народе Нгобе-Бугле.
В 2023–2024 годах в качестве кинооператора принял участие в 69-й Российской Антарктической экспедиции Арктического и антарктического научно-исследовательского института.

## Выставочные проекты
- «Прорыв» — первая трёхмерная панорама (Ленинградская область, Музей-заповедник «Прорыв блокады Ленинграда», 2018)[15].
- «Битва за Берлин. Подвиг знаменосцев» (Москва, Музей Победы, 2016)[16]
- «Десант на Шумшу. Последний остров войны» (Южно-Сахалинск, Музейно-мемориальный комплекс «Победа», 2016)[17]
- «Штурм Котонского укрепрайона. Освобождение Южного Сахалина» (Южно-Сахалинск, Музейно-мемориальный комплекс «Победа», 2016)
- «Кенигсберг-45. Последний штурм» (Калининград, Калининградский областной историко-художественный музей, 2017)[18]
- «Герои Брестской крепости» (Рязань, 2017, Музей истории молодёжного движения)[19]
- Диорама «Герои Балтики» (Саратовская обл., школа пос. Шумейка, 2016)[20]
- «Летопись Брестской крепости» (Брест, Республика Беларусь, Брестская крепость, 2018)[21]
- «Брестская крепость, 1941» и «Великий Новгород, 1944» (Москва, Музей Победы, 2020)[22]
- Иммерсивная передвижная экспозиция "Поезд Победы (2020)[23]
- «Прорыв» — первая трёхмерная панорама (Ленинградская область, 2014)[11]
- «Битва за Берлин. Подвиг знаменосцев» (Санкт-Петербург, 2015)[24]
- «Память говорит. Дорога через войну» (Санкт-Петербург, 2019—2021)[25][26][27]
- «Десант на Шумшу. Последний остров войны» (Владивосток, 2015)[28][29]
- «Битва за Москву. Бородино, 1941» (Барнаул, 2015—2016)[30]
- «Москва, сорок первый. Контрнаступление» (Москва, 2016)[31]
- Выставка «Живём и помним» (Старая Русса, 2015)[32][33]
- «Пропавшие в кинохронике» (Санкт-Петербург, киностудия «Ленфильм», 5-й павильон, 2022)[34].

## Награды
- Благодарность президента Российской Федерации за активное участие в поисковой работе и увековечивание памяти погибших защитников Отечества (2013)[35]
- Почётная грамота президента Российской Федерации за участие в создании военно-исторической выставочной панорамы «Битва за Берлин. Подвиг знаменосцев» (2015)[36]
- Медаль ордена «За заслуги перед Отечеством» II степени (2021)[37]
- Премия Президента РФ в области литературы и искусства за произведения для детей и юношества за 2020 год в составе коллектива авторов новой экспозиции «Подвиг народа» в Музее Победы на Поклонной горе в Москве совместно с директором музея А. Школьником и режиссёром И. Угольниковым[38].

## Фильмография
- «Сталинград», 2013 г.  — каскадёр.
- Сериал «Кулинар 2», 2013 г. — каскадёр, роль снайпера.
- Документальный фильм Би-би-си «Могила известного солдата», 2014 г.  — второй оператор, дополнительные съёмки[39].
- «Битва за Берлин», 2015 г., документальный фильм[40], посвящённый истории создания трёхмерной панорамы «Битва за Берлин. Подвиг знаменосцев», созданной в 2015 году в Санкт-Петербурге.
- «Люди РФ. Прорыв Дмитрия Поштаренко»[41], 2015 г., документальный фильм.
- «Десант на Шумшу. Последний остров войны», 2015 г. Документальный фильм[42], посвящённый истории создания трёхмерной панорамы «Десант на Шумшу. Последний остров войны», появившейся в 2015 г. во Владивостоке.
- «Прорыв», 2018 г., документальный фильм[43], посвящённый истории создания трёхмерной панорамы прорыва блокады Ленинграда.
- «Рождённый на Невском пятачке», 2020 г., документальный фильм[44], посвящённый формату трёхмерных панорам.
- «Лётчик», художественный фильм Р. Давлетьярова, 2021 г. — ассистент художника по костюму, актёр.
- Главный герой документального фильма К. Селина «Живой» (2022 г.), признанного лучшим документальным фильм года[45].